# 15. studenoga
15. studenoga (15. 11.) 319. je dan godine po gregorijanskom kalendaru (320. u prijestupnoj godini).
Do kraja godine ima još 46 dana.

## Događaji
- 1410. – Veliko vijeće Dubrovačke Republike donosi pravila za otok Mljet, čime Mljet postaje sastavni dio Republike
- 1533. – Francisco Pizarro stigao je u Cusco, Peru.
- 1791. – Otvoren je prvi katolički fakultet u Sjedinjenim Američkim Državama – Sveučilište Georgetown.
- 1889. – Marechal Deodoro da Fonseca proglašava Brazil republikom.
- 1920. – Održan je prvi saziv Lige Naroda u Ženevi.
- 1941. – SS-ovac Heinrich Himmler naređuje uhićivanje svih homoseksualaca u Trećem Reichu i njihovu deportaciju u sabirne logore, ali izuzeo je sve više nacističke dužnosnike.
- 1942. – Drugi svjetski rat: kraj bitke kod Guadalcanala.
- 1943. – SS-ovac Heinrich Himmler naređuje zatvaranje Roma u koncentracijske logore.
- 1966. – program Gemini: Gemini 12 se sigurno prizemljio u Atlantski ocean.
- 1969. – Hladni rat: sovjetska podmornica K-19 se sudarila s američkom podmornicom Gato u Barentsovom moru.
- 1969. – Vijetnamski rat: u Washingtonu se okupilo između 250 000 i 500 000 prosvjednika protiv rata.
- 1970. – Sovjetsko vozilo Lunohod 1 sletilo je na Mjesec.
- 1971. – Tvrtka Intel pustila je na tržište Intel 4004, prvi jednokomponetni komercijalni mikroprocesor.
- 1983. – Osnovana je Turska republika Sjeverni Cipar.
- 1988. – Izraelsko-palestinski konflikt: palestinski Nacionalni odbor proglašava samostalnu državu Palestinu.
- 1889. – Marechal Deodoro da Fonseca proglašava Brazil republikom.
- 1991. – Završetak boja u Splitskom kanalu, obrane hrvatskih snaga protiv velikosrpske JRM.
- 1991. – Jugoslavenska ratna mornarica (kojom su upravljali Srbi i Crnogorci) topovima s mora napala je civilne ciljeve u Splitu, Milni na Braču i Stomorskoj na Šolti.
- 1991. – Srpske paravojne postrojbe napravile su pokolj u Kostrićima, ubivši 16 osoba.
- 2001. – Microsoftova Xbox konzola za videoigre predstavljena je u Sjevernoj Americi, zajedno s igrom Halo.
- 2002. – Hu Jintao postaje glavnim tajnikom Komunističke Partije Kine.
- 2007. – Ciklon Sidr poharao je Bangladeš; poginulo je više od 2000 ljudi, a ranjeno oko 5000.
- 2017. – Nakon 30 godina na mjestu predsjednika i 37 godina na vlasti u Zimbabveu, vojnim udarom svrgnut je Robert Mugabe, a naslijedio ga je Emmerson Mnangagwa.[1]

| - 1316. – Ivan I., francuski kralj († 1316.) - 1397. – Nikola V., papa († 1455.) - 1738. – Wilhelm Friedrich Herschel, britanski astronom († 1822.) - 1862. – Gerhart Hauptmann, njemački dramatičar, nobelovac († 1946.) - 1887. – Georgia O'Keeffe, američka slikarica († 1986.) - 1891. – Erwin Rommel, njemački feldmaršal († 1944.) - 1893. – Janko Oberški, hrvatski bogoslov († 1969.) - 1907. – Claus von Stauffenberg, njemački pukovnik († 1944.) - 1912. – Ivana Lang, hrvatska skladateljica († 1982.) - 1932. – Petula Clark, engleska pjevačica - 1942. – Daniel Barenboim, argentinsko-izraelski pijanist i dirigent - 1945. – Anni-Frid Lyngstad, norveška pjevačica (ABBA) - 1954. – Aleksander Kwaśniewski, bivši predsjednik Poljske - 1956. – Zlatko Kranjčar, hrvatski nogometaš i trener († 2021.) - 1967. – Snježana Petika, hrvatska rukometašica - 1970. – Patrick Mboma, kamerunski nogometaš - 1975. – Boris Živković, hrvatski nogometaš - 1985. – Jure Ivanković, bosanskohercegovački nogometni trener - 1991. – Ivan Erslan, hrvatski MMA borac - 2005. – Matija Legović, hrvatski biatlonac - 2006. – Lara Colturi, albanska skijašica | - 1028. – Konstantin VIII., bizantski car (* 960.) - 1280. – Sveti Albert Veliki, njemački filozof, teolog, svetac, crkveni naučitelj i biskup (* 1200.) - 1624. – Kajo Korejski, korejski blaženik (* 1571.) - 1630. – Johannes Kepler, njemački astronom i matematičar, autor zakona planetarnog gibanja (* 1571.) - 1670. – Jan Amos Komenski, češki pedagog i pisac (* 1592.) - 1787. – Christoph Willibald Gluck, njemački skladatelj i dirigent (* 1714.) - 1819. – Daniel Rutherford, škotski kemičar i liječnik (* 1749.) - 1916. – Henryk Sienkiewicz, poljski književnik, nobelovac (* 1846.) - 1917. – Émile Durkheim, francuski sociolog (* 1858.) - 1919. – Alfred Werner, njemački kemičar, nobelovac (* 1866.) - 1959. – Charles Thomson Rees Wilson, škotski fizičar, nobelovac (* 1869.) - 1978. – Margaret Mead, američka antropologinja (* 1901.) - 2006. – Ivan Đalma Marković, hrvatski nogometni trener i igrač (* 1928.) - 2020. – Anto Kovačević, hrvatski filozof, publicist i političar (* 1952.) - 2020. – Ivan Kožarić, hrvatski kipar (* 1921.) |

## Blagdani i spomendani
- Brazil – Dan Republike
- Palestina – Dan Nezavisnosti
- Dan sv. Leopolda
- Svjetski dan siromaha[2]

## Imendani
- Albert